# Crans (Jura)
Crans település Franciaországban, Jura megyében. Lakosainak száma 86 fő (2022. január 1.). Crans Syam, Les Chalesmes, Les Planches-en-Montagne és Sirod községekkel határos.

## Népesség
A település népességének változása:
| Lakosok száma | 84   | 85   | 72   | 69   | 66   | 71   | 74   | 73   | 77   | 86   |
|               | 1968 | 1982 | 1990 | 2006 | 2013 | 2015 | 2017 | 2019 | 2020 | 2022 |